# The Essential Cheap Trick
The Essential Cheap Trick è una raccolta della rock band Cheap Trick, pubblicata nel 2004 dalla Epic.

## Tracce

### Disco 1
1. ELO Kiddies [Single Version] – 3:42 – (R. Nielsen)
2. Hot Love – 2:31 – (R. Nielsen)
3. He's a Whore – 2:44 – (R. Nielsen)
4. Mandocello [Live] – 5:11 – (R. Nielsen)
5. Clock Strikes Ten – 2:59 – (R. Nielsen)
6. Southern Girls [Single Version] – 3:35 – (T. Petersson, R. Zander)
7. Downed – 4:11 – (R. Nielsen)
8. Hello There – 1:42 – (R. Nielsen)
9. Surrender – 4:15 – (R. Nielsen)
10. California Man – 3:44 – (R. Wood)
11. High Roller – 3:58 – (R. Nielsen, T. Petersson, R. Zander)
12. Auf Wiedersehen – 3:42 – (R. Nielsen, T. Petersson)
13. I Want You to Want Me [Live] – 3:43 – (R. Nielsen)
14. Ain't That a Shame [Live] — 5:17 —  (Fats Domino, D. Bartholomew)
15. Takin' Me Back – 4:52 – (R. Nielsen)
16. Dream Police – 3:51 – (R. Nielsen)
17. Voices – 4:22 – (R. Nielsen)

### Disco 2
1. Gonna Raise Hell [Live] – 9:06 – (R. Nielsen)
2. Way of the World – 3:37 – (R. Nielsen, R. Zander)
3. Stop This Game – 3:57 – (R. Nielsen, R. Zander)
4. World's Greatest Lover – 4:51 – (R. Nielsen)
5. Everything Works If You Let It [Full Version] – 3:55 – (R. Nielsen)
6. She's Tight – 2:59 – (R. Nielsen)
7. If You Want My Love [Alternate, Extra Bridge Version] – 4:26 – (R. Nielsen)
8. I Can't Take It – 3:28 – (R. Zander)
9. Tonight It's You — 4:47 —  (J. Brant, R. Nielsen, M. Radice, R. Zander)
10. This Time Around — 4:34 —  (J. Brant, R. Nielsen, M. Radice, R. Zander)
11. The Flame — 5:38 —  (B. Mitchell, N. Graham)
12. Had to Make You Mine – 3:16 – (R. Nielsen, T. Petersson, R. Zander)
13. I Can't Understand It – 3:30 – (R. Nielsen, R. Zander)
14. Can't Stop Fallin' Into Love – 3:49 – (R. Nielsen, T. Petersson, R. Zander)
15. Walk Away – 3:42 – (R. Nielsen, T. Petersson, R. Zander)
16. Woke Up With a Monster – 4:54 – (R. Nielsen, T. Petersson, R. Zander)
17. Hard to Tell [Live] – 3:45 – (R. Nielsen, T. Petersson, R. Zander)
18. Say Goodbye – 3:29 – (R. Nielsen, T. Petersson, R. Zander)
19. Scent of a Woman – 4:48 – (R. Nielsen, T. Petersson, R. Zander)

## Formazione
- Robin Zander - voce
- Rick Nielsen - chitarre
- Bun E. Carlos - batteria
- Tom Petersson, Jon Brant - basso